# 埃米尔·韦雷
埃米尔·韦雷（芬蘭語：Emil Väre，1885年9月28日—1974年1月31日），芬兰男子古典式摔跤运动员。他曾代表芬兰参加1912年和1920年夏季奥林匹克运动会摔跤比赛，共获得二枚金牌。